# Station Bory
Station Bory is een spoorwegstation in de Poolse plaats Jaworzno.